# McAllister Point
McAllister Point är en udde i Kanada.   Den ligger i Central Coast Regional District och provinsen British Columbia, i den sydvästra delen av landet, 3 800 km väster om huvudstaden Ottawa.
Terrängen inåt land är bergig österut, men västerut är den kuperad. Havet är nära McAllister Point söderut. Trakten runt McAllister Point är nära nog obefolkad, med mindre än två invånare per kvadratkilometer.. Det finns inga samhällen i närheten. 